# Liste der Stolpersteine in Zaltbommel

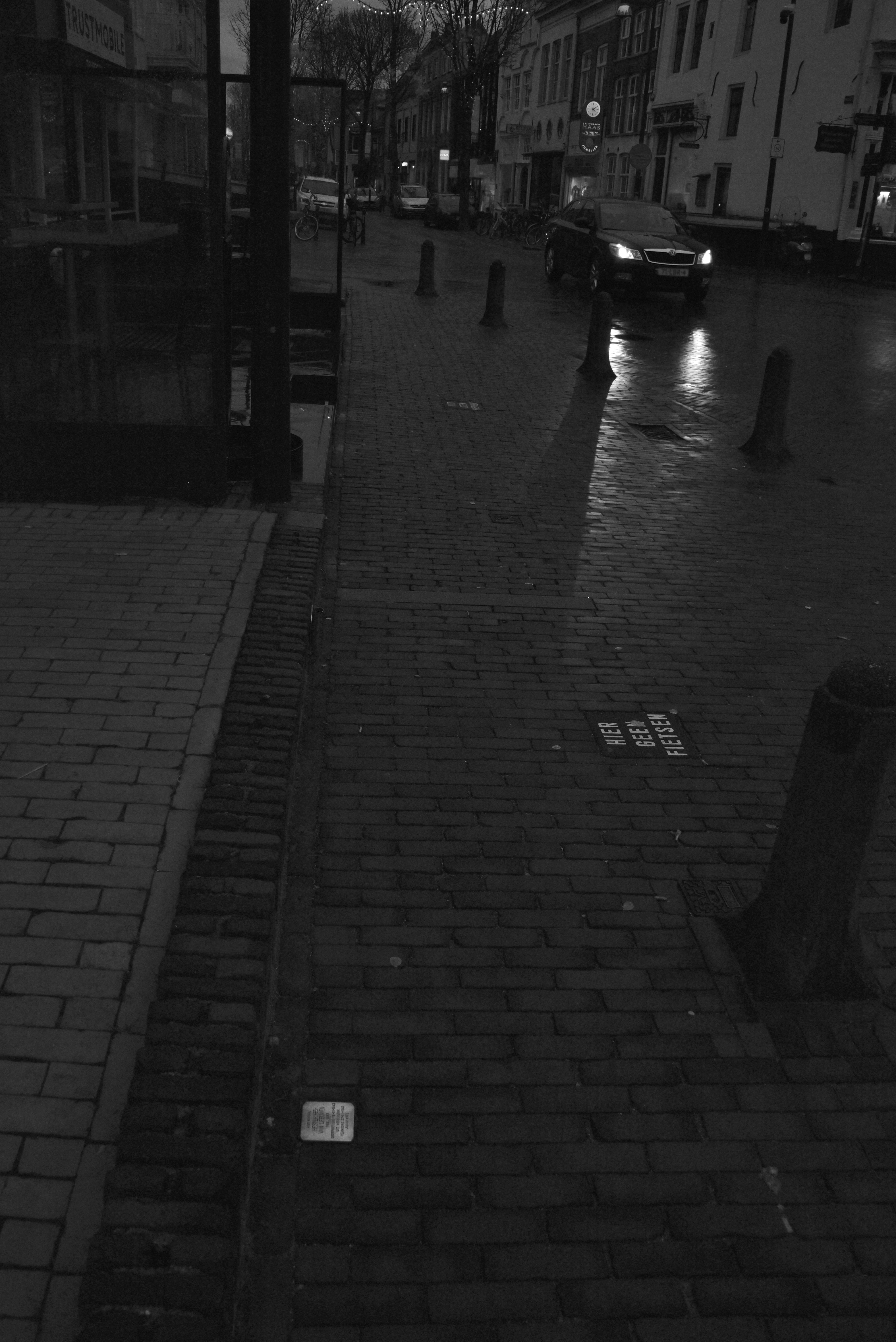
Stolperstein in der Waterstraat 6

Die Liste der Stolpersteine in Zaltbommel umfasst die Stolpersteine, die vom deutschen Künstler Gunter Demnig in Zaltbommel in der niederländischen Provinz Gelderland verlegt wurden. Stolpersteine sind Opfern des Nationalsozialismus gewidmet, all jenen, die vom NS-Regime deportiert, ermordet, in die Emigration oder in den Suizid getrieben wurden. Demnig verlegt für jedes Opfer einen eigenen Stein, im Regelfall vor dem letzten selbst gewählten Wohnsitz.
Die erste Verlegung in dieser Gemeinde erfolgte am 24. August 2012.

## Verlegte Stolpersteine
In Zaltbommel wurden fünfzig Stolpersteine an 19 Adressen verlegt.
| Stolperstein | Übersetzung | Verlegeort                | Name, Leben |
| ------------ | --- | ------------------------- | --- |
|              | HIER UNTERGETAUCHT WAR SALOMON JACOB ABRAHAMSON GEB. 1887 GESTORBEN 8.2.1943 ZALTBOMMEL                                     | Waterstraat 21            | Salomon Jacob Abrahamson (1887–1943)                                                                                       |
|              | HIER UNTERGETAUCHT WAR MARIANNE ABRAHAMSON-WOLFF GEB. 1892 DEPORTIERT 1944 ERMORDET 6.9.1944 AUSCHWITZ                      | Waterstraat 21            | Marianne Abrahamson-Wolff (1892–1944)                                                                                      |
|              | HIER WOHNTE RIKA VAN BLEIJDENSTEIN- STERNFELD GEB. 1856 INTERNIERT 8/9-4-1943 ERMORDET 7-5-1943 VUGHT                       | Gamerschestraat 29        | Rika van Bleijdenstein-Sternfeld (1856–1943)                                                                               |
|              | HIER WOHNTE IDA VAN BLEIJDENSTEIN- WIHL GEB. 1863 DEPORTIERT 8/9-4-1943 AUS VUGHT ERMORDET 14-6-1943 SOBIBOR                | Gamerschestraat 29        | Ida van Bleijdenstein-Wihl (1863–1943)                                                                                     |
|              | HIER UNTERGETAUCHT WAR CATHARINA BONTE GEB. 1897 DEPORTIERT 1944 ERMORDET 6.9.1944 AUSCHWITZ                                | Waterstraat 21            | Catharina Bonte (1897–1944)                                                                                                |
|              | HIER UNTERGETAUCHT WAR JETTA BONTE GEB. 1888 DEPORTIERT 1944 ERMORDET 6.9.1944 AUSCHWITZ                                    | Waterstraat 21            | Jetta Bonte (1888–1944) |
|              | HIER WOHNTE HINDA BRÜCKNER GEB. 1898 DEPORTIERT 19-11-1942 AUS WESTERBORK ERMORDET 27-11-1942 AUSCHWITZ                     | Boschstraat 65            | Hinda Brückner (1898–1942)                                                                                                 |
|              | HIER WOHNTE HINDA BRÜCKNER GEB. 1898 DEPORTIERT 19-11-1942 AUS WESTERBORK ERMORDET 27-11-1942 AUSCHWITZ                     | Boschstraat 65            | Hinda Brückner (1898–1942)                                                                                                 |
|              | HIER WOHNTE LEVIE VAN DIJK GEB. 1891 DEPORTIERT 19-11-1942 AUS WESTERBORK ERMORDET 4-4-1943 LUDWIGSDORF                     | Koningin Wilhelminaweg 44 | Levie van Dijk (1891–1943)                                                                                                 |
|              | HIER WOHNTE JOSINA VAN DIJK-HES GEB. 1893 DEPORTIERT 19-11-1942 AUS WESTERBORK ERMORDET 27-11-1942 AUSCHWITZ                | Koningin Wilhelminaweg 44 | Josina van Dijk-Hes (1893–1942)                                                                                            |
|              | HIER WOHNTE ARIE ELBURG GEB. 1900 ERMORDET 19.4.1944 TJIMAHI/CIMAHI                                                         | Korte Steigerstraat 4     | Arie Elburg (1900–1944) |
|              | HIER WOHNTE BERNARD VAN GICH GEB. 1906 VERHAFTET IN COMPIÈGNE ERMORDET 13-4-1945 MARIËNBURG/BUCHENWALD                      | Gasthuisstraat 31         | Bernard van Gich (1906–1945)                                                                                               |
|              | HIER WOHNTE HARTOG ANDRIES GROENEWOUDT GEB. 1865 DEPORTIERT 19-11-1942 AUS WESTERBORK ERMORDET 27-11-1942 AUSCHWITZ         | Boschstraat 32            | Hartog Andries Groenewoudt (1865–1942) Ein zweiter Stolperstein für Hartog Andries Groenewoudt wurde in Eindhoven verlegt. |
|              | HIER WOHNTE IZAAK HENDRIX GEB. 1894 DEPORTIERT 19-11-1942 AUS WESTERBORK ERMORDET 31-3-1944 BLECHHAMMER                     | Nonnenstraat 29           | Izaak Hendrix (1894–1944)                                                                                                  |
|              | HIER WOHNTE SIMON HENDRIX GEB. 1868 DEPORTIERT 8/9-4-1943 AUS VUGHT ERMORDET 21-5-1943 SOBIBOR                              | Boschstraat 65            | Simon Hendrix (1868–1943)                                                                                                  |
|              | HIER WOHNTE REBECCA HENDRIX- OPPENHEIMER GEB. 1869 DEPORTIERT 8/9-4-1943 AUS VUGHT ERMORDET 21-5-1943 SOBIBOR               | Boschstraat 65            | Rebecca Hendrix-Oppenheimer (1869–1943)                                                                                    |
|              | HIER WOHNTE HESTER HES GEB. 1925 DEPORTIERT 1942 WESTERBORK ERMORDET 27.11.1942 AUSCHWITZ                                   | Boschstraat 32            | Hester Hes (1925–1942) |
|              | HIER WOHNTE HUGO HES GEB. 1896 DEPORTIERT 19-11-1942 AUS WESTERBORK VERMORDET 31-3-1944 BLECHHAMMER                         | Boschstraat 32            | Hugo Hes (1896–1944) |
|              | HIER WOHNTE KAATJE HES GEB. 1928 DEPORTIERT 1942 WESTERBORK ERMORDET 27.11.1942 AUSCHWITZ                                   | Boschstraat 32            | Kaatje Hes (1928–1942) |
|              | HIER WOHNTE SARA HES- GROENEWOUDT GEB. 1898 DEPORTIERT 19-11-1942 AUS WESTERBORK ERMORDET 27-11-1942 AUSCHWITZ              | Boschstraat 32            | Sara Hes-Groenewoudt (1898–1942)                                                                                           |
|              | HIER WOHNTE HESTER HES- VAN LEEUWEN GEB. 1868 DEPORTIERT 19-11-1942 AUS WESTERBORK ERMORDET 27-11-1942 AUSCHWITZ            | Waterstraat 6             | Hester Hes-van Leeuwen (1868–1942)                                                                                         |
|              | HIER WOHNTE EVA HIJMANS GEB. 1875 DEPORTIERT 19-11-1942 AUS WESTERBORK ERMORDET 27-11-1942 AUSCHWITZ                        | Ruiterstraat 15           | Eva Hijmans (1875–1942) |
|              | HIER WOHNTE ROZETTA HIJMANS GEB. 1871 DEPORTIERT 19-11-1942 AUS WESTERBORK ERMORDET 27-11-1942 AUSCHWITZ                    | Ruiterstraat 15           | Rozetta Hijmans (1871–1942)                                                                                                |
|              | HIER WOHNTE MAURITS SAMUËL DE JONG GEB. 1920 8/9-4-1943 DEPORTIERT AUS VUGHT ERMORDET 16-7-1943 SOBIBOR                     | Minnebroederstraat 4      | Maurits Samuël de Jong (1920–1943)                                                                                         |
|              | HIER WOHNTE ANNIE ROZET DE JONG-WIJNMAN GEB. 1922 DEPORTIERT 8/9-4-1943 AUS VUGHT ERMORDET 16-7-1943 SOBIBOR                | Minnebroederstraat 4      | Annie Rozet de Jong-Wijnman (1922–1943)                                                                                    |
|              | HIER WOHNTE BETTY JOOSTEN GEB. 1936 DEPORTIERT 1942 WESTERBORK ERMORDET 27.11.1942 AUSCHWITZ                                | Boschstraat 39            | Betty Joosten (1936–1942)                                                                                                  |
|              | HIER WOHNTE HERMAN JOOSTEN GEB. 1909 DEPORTIERT 19-11-1942 AUS WESTERBORK ERMORDET 31-7-1943 MALAPANE                       | Boschstraat 39            | Herman Joosten (1909–1943)                                                                                                 |
|              | HIER WOHNTE LOUIS JOOSTEN GEB. 1901 DEPORTIERT 19-11-1942 AUS WESTERBORK ERMORDET 15-7-1943 MALAPANE                        | Boschstraat 39            | Louis Joosten (1901–1943)                                                                                                  |
|              | HIER WOHNTE MACHIEL MEIJER 'MAX' JOOSTEN GEB. 1932 DEPORTIERT 19-11-1942 AUS WESTERBORK ERMORDET 27-11-1942 AUSCHWITZ       | Boschstraat 39            | Machiel Meijer Joosten, auch Max genannt, (1932–1942)                                                                      |
|              | HIER WOHNTE CRISJE JOOSTEN- BLOM GEB. 1899 DEPORTIERT 19-11-1942 AUS WESTERBORK ERMORDET 27-11-1942 AUSCHWITZ               | Boschstraat 39            | Crisje Joosten-Blom (1899–1942)                                                                                            |
|              | HIER WOHNTE EDITH KAHN GEB. 1924 DEPORTIERT 19-11-1942 AUS WESTERBORK ERMORDET 31-12-1942 AUSCHWITZ                         | Boschstraat 13            | Edith Kahn (1924–1942) |
|              | HIER WOHNTE ILSE KAHN GEB. 1923 DEPORTIERT 19-11-1942 AUS WESTERBORK ERMORDET 28-2-1943 AUSCHWITZ                           | Boschstraat 13            | Ilse Kahn (1923–1943) |
|              | HIER WOHNTE ANNA KAHN-HES GEB. 1894 DEPORTIERT 19-11-1942 AUS WESTERBORG ERMORDET 27-11-1942 AUSCHWITZ                      | Boschstraat 13            | Anna Kahn-Hes (1894–1942)                                                                                                  |
|              | HIER WOHNTE HENDRICUS ALARDUS VAN DE LAAK GEB. 1880 SCHÜTZTE JUDEN BEI RAZZIA IM HOTEL GOTTSCHALK ERSCHOSSEN 8-7-1944       | Waterstraat 21            | Hendricus Alardus van de Laak (1880–1944)                                                                                  |
|              | HIER WOHNTE BETJE MARCUS GEB. 1873 DEPORTIERT 19-11-1942 AUS WESTERBORK ERMORDET 27-11-1942 AUSCHWITZ                       | Boschstraat 72            | Betje Marcus (1873–1942)                                                                                                   |
|              | HIER WOHNTE IZAK MARCUS GEB. 1871 DEPORTIERT 19-11-1942 AUS WESTERBORK ERMORDET 27-11-1942 AUSCHWITZ                        | Boschstraat 72            | Izak Marcus (1871–1942) |
|              | HIER WOHNTE GUSTAV ISRAËL MEYER GEB. 1880 DEPORTIERT 19-11-1942 AUS WESTERBORK ERMORDET 7-12-1942 AUSCHWITZ                 | Gamerschestraat 29        | Gustav Israël Meyer (1880–1942)                                                                                            |
|              | HIER WOHNTE JOHANNA SARA MEYER- VAN BLIJDENSTEIN GEB. 1899 DEPORTIERT19-11-1942 AUS WESTERBORK ERMORDET 7-12-1942 AUSCHWITZ | Gamerschestraat 29        | Johanna Sara Meyer-van Blijdenstein (1899–1942)                                                                            |
|              | HIER WOHNTE ILSE ROSE GEB. 1926 ERMORDET 31.3.1942 GHETTO WARSCHAU                                                          | Waterstraat 28            | Ilse Rose (1926–1942) |
|              | HIER WOHNTE IZAK MOZES VAN STRATEN GEB. 1906 DEPORTIERT 19-11-1942 AUS WESTERBORK ERMORDET 31-5-1944 BLECHHAMMER            | Boschstraat 91            | Izak Mozes van Straten (1906–1944)                                                                                         |
|              | HIER WOHNTE JACOB ADOLF VAN STRATEN GEB. 1927 DEPORTIERT 8/9-4-1943 AUS VUGHT ERMORDET 28-5-1943 SOBIBOR                    | Gamerschestraat 13        | Jacob Adolf van Straten (1927–1943)                                                                                        |
|              | HIER WOHNTE MICHIEL VAN STRATEN GEB. 1928 DEPORTIERT 8/9-4-1943 AUS VUGHT ERMORDET 28-5-1943 SOBIBOR                        | Gamerschestraat 13        | Michiel van Straten (1928–1943)                                                                                            |
|              | HIER WOHNTE MOZES VAN STRATEN GEB. 1889 DEPORTIERT 8/9-4-1943 AUS VUGHT ERMORDET 28-5-1943 SOBIBOR                          | Gamerschestraat 13        | Mozes van Straten (1889–1943)                                                                                              |
|              | HIER WOHNTE ROOSJE VAN STRAATEN GEB. 1862 DEPORTIERT 8/9-4-1943 ERMORDET 27-4-1943 WESTERBORK                               | Boschstraat 13            | Roosje van Straaten (1862–1943)                                                                                            |
|              | HIER WOHNTE SIENTJE VAN STRATEN-FRANK GEB. 1871 DEPORTIERT 19-11-1942 AUIS WESTERBORK ERMORDET 27-11-1942 AUSCHWITZ         | Nonnenstraat 27           | Sientje van Straten-Frank (1871–1942)                                                                                      |
|              | HIER WOHNTE AMALIA VAN STRATEN-KAHN GEB. 1894 DEPORTIERT 8/9-4-1943 AUS VUGHT ERMORDET 28-5-1943 SOBIBOR                    | Gamerschestraat 13        | Amalia van Straten-Kahn (1894–1943)                                                                                        |
|              | HIER WOHNTE ELISABETH VAN STRATEN- LEEFSMA GEB. 1905 DEPORTIERT 19-11-1942 AUS WESTERBORK ERMORDET 27-11-1942 AUSCHWITZ     | Boschstraat 91            | Elisabeth van Straten-Leefsma (1905–1942)                                                                                  |
|              | HIER WOHNTE EMANUEL JACOB DE VRIES GEB. 1882 DEPORTIERT 19-11-1942 AUS WESTERBORK ERMORDET 27-11-1942 AUSCHWITZ             | Gamerschestraat 27        | Emanuel Jacob de Vries (1882–1942)                                                                                         |
|              | HIER WOHNTE FRANCINA HENRICA DE VRIES GEB. 1926 DEPORTIERT 1942 WESTERBORK ERMORDET 27-11-1942 AUSCHWITZ                    | Gamerschestraat 27        | Francina Henrica de Vries (1926–1942)                                                                                      |
|              | HIER WOHNTE MATHILDA DE VRIES- VAN STRATEN GEB. 1894 DEPORTIERT 19-11-1942 AUS WESTERBORK ERMORDET 27-11-1942 AUSCHWITZ     | Gamerschestraat 27        | Mathilda de Vries-van Straten (1894–1942)                                                                                  |
|              | HIER WOHNTE MIETJE 'MARY' WOLF GEB. 1925 HATTE SICH VERSTECKT BEI RAZZIA IM HOTEL GOTTSCHALK ERSCHOSSEN 8-7-1944            | Waterstraat 21            | Mietje Wolf, auch Mary (1925–1944)                                                                                         |

## Verlegedaten
- 24. August 2012: Boschstraat 32 und 65, Gamerschestraat 13, Minnebroederstraat 4, Waterstraat 6 und 21 (insgesamt 17 Stolpersteine)[51]
- Herbst 2012 und Frühjahr 2013: 31 Stolpersteine
- 21. Juni 2022: Koningin Wilhelminaweg 44 (2 Stolpersteine)[52]